# Phoberomys
Phoberomys – rodzaj wymarłego ssaka z rodziny pakaranowatych.
Żył on 8 milionów lat temu, zamieszkując deltę Orinoko. Żywił się pokarmem roślinnym, posiadając przedtrzonowce i trzonowce o wysokich koronach, co czyni go podobnym do dzisiejszych gryzoni. W 2000 w wenezuelskim Urumaco odkryto jego prawie kompletny szkielet. Epitet gatunkowy honoruje paleontologa o nazwisku Brian Patterson. Dzięki skamieniałościom badacze byli w stanie odtworzyć nie tylko wielkość, ale i prawdopodobny tryb życia zwierzęcia. Jego głowa i tułów mierzyły 3 m długości, ogon zaś 1,5 m. Masę ciała szacuje się na 700 kg. Przez długi czas czyniło go to największym gryzoniem poznanym na tyle dobrze, że jego masę i długość można było wiarygodnie przybliżyć. Zaszczytnego miana pozbawiła go odkryta w 2008 Josephoartigasia monesi.